# Nicolaus Bruzelius
Nicolaus Joannis Bruzelius, född 22 maj 1698 i Ingatorps församling, Jönköpings län, död 10 maj 1767 i Ingatorps församling, Jönköpings län, var en svensk präst i Ingatorps församling.

## Biografi
Johannes Bruzelius föddes 22 maj 1698 i Ingatorps församling. Han var son till kyrkoherden Johannes Bruzelius och Elisabeth Rymonia. Bruzelius blev 1718 student vid Uppsala universitet och prästvigdes 1724. Han blev pastorsadjunkt i Ingatorps församling, 1731 i Västra Eneby församling och 1733 i Veta församling. År 1734 blev han komminister i Tidersrums församling och 1736 kyrkoherde i Ingatorps församling. Bruzelius avled 10 maj 1767 i Ingatorps församling.

### Familj
Bruzelius gifte sig första gången 1735 med Catharina Torling. Hon var dotter till kyrkoherden i Rumskulla församling. De fick tillsammans fem barn. Bruzelius gifte sig andra gången 1751 med Anna Charlotta Wulfcrona.